# Ulf Ulfvarson

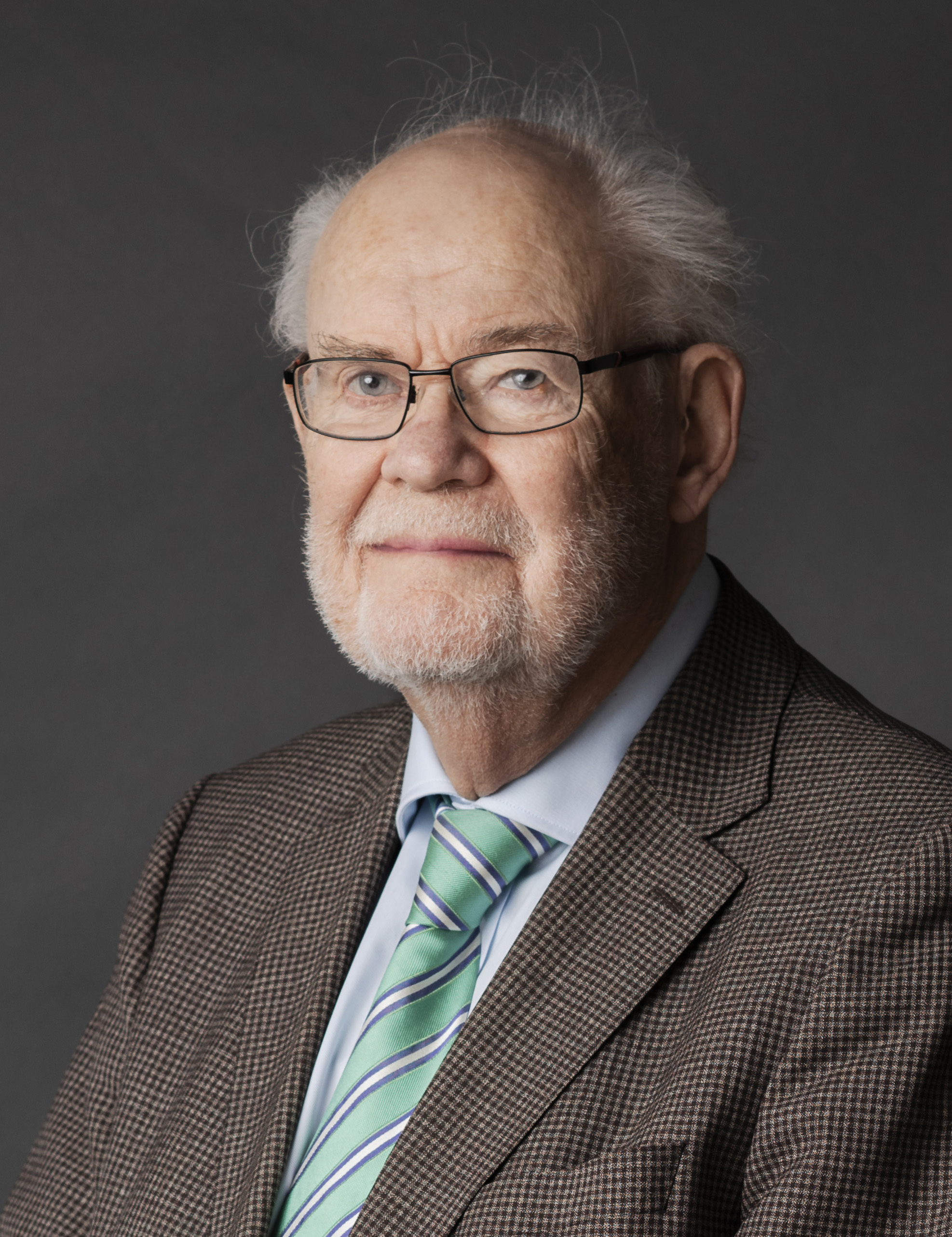
Ulf Ulfvarson 2020.

Ulf Östen Ulfvarson, född 12 juni 1931 i Stockholm, död 26 september 2023 i Stockholm, var en svensk kemist och författare. 

## Biografi
Ulfvarson studerade vid Kungl. Tekniska högskolan i Stockholm och blev civilingenjör i kemiteknik 1956.  
Åren 1956–1961 forskade han om fungicider för jordbruket tillsammans med institutionen för organisk kemi vid KTH, Yrkesmedicinska kliniken vid Karolinska sjukhuset samt AB Casco, Nacka. Han var 1961–1964 biträdande laboratoriechef vid AB Casco, Nacka och laboratoriechef vid Ytskyddslaboratoriet på Statens Provningsanstalt 1964–1971, och samtidigt speciallärare i ytbehandlingsteknik och ytbehandlingskemi vid KTH. 
Han disputerade 1970 på en avhandling i kemisk teknologi om kvicksilvers migration i djurpopulationer, och utnämndes 1971 till professor i teknisk arbetshygien vid Arbetsmedicinska Institutet i Solna. Från 1986 var han professor i Industriell Ergonomi vid Kungl. Tekniska Högskolan och efter 1997 professor emeritus. År 2022 promoverades han till jubeldoktor vid KTH. 
Ulfvarson engagerades som expert i yrkeshygien av ILO, International Labour Organization, i Nairobi, Kenya, 1979–1980, i Blantyre, Malawi, 1985 och i Aten, Grekland 1986. Han var forskningsråd i Perstorp AB 1974–1983. Han var medgrundare till sektionen för miljökemi i Svenska Kemisamfundet och var dess ordförande åren 1988–1996. Han var ordförande i redaktionsrådet för Kemivärlden/Kemisk tidskrift åren 2000–2009 och ordförande i styrelsen för ägarstiftelsen för Kemisk tidskrift, Stiftelsen Kemi och Kemiteknik åren 2000–2013. Han var medlem av redaktionsråden i ett antal vetenskapliga tidskrifter inom området arbetsmiljö och hälsa, bland annat Scandinavian Journal of Work, Environment & Health. Han var medgrundare till Svenska sektionen av Amnesty International och ledamot i dess styrelse 1964–1966. Han är medlem i Författarförbundet och Författarcentrum Öst, ledamot i styrelsen åren 2004–2011. Han har engagerat sig som fritidspolitiker i Lidingö stad, Stockholms läns landsting och Svenska kyrkan. Under studietiden vid KTH var han redaktör för studenternas tidning Kårbladet samt författare av visor till sångartävlingen och kemisternas sångbok.
Ulfvarsons forskning omfattar tre områden, växtskydd, korrosion och ytskydd samt ķemiska hälsorisker i arbetsmiljöer
I början av 1940-talet marknadsförde AB Casco ett nytt betningsmedel för utsäde baserat på metylkvicksilversalter. Det medgav rationell och effektiv desinfektion av alla aktuella svampsjukdomar, men misstänktes under 1950-talet orsaka förgiftning av fröätande fåglar och deras predatorer. Sambandet med utsädesbetningen stärktes av de av Ulfvarson påvisade säsongsvariationerna av kvicksilverhalter i lever och njurar hos fasaner inköpta i vilthandeln. Han visade i djurstudier att alkoxietylkvicksilver var mindre toxiskt än alkylkvicksilver. Med stöd av detta, och på hans rekommendation, ansökte AB Casco om registrering av alkoxietylkvicksilver som betningsmedel, vilket dåvarande Giftnämnden godkände år 1965, samtidigt som betningsmedel med alkylkvicksilver förbjöds. Som framgår av Karl Borgs reservation till Giftnämndens protokoll, var beslutet kontroversiellt. Giftnämndens motiv var att dels rädda fågelfaunan och dels undvika skördeskador. Den tidigare nedgången för flera av jordbrukslandskapets fågelarter bröts också omedelbart. Utan betning uppskattades skördeskadorna till mer än 4 miljarder kronor årligen i dagens penningvärde. Några av de kvicksilverfria organiska molekyler, som Ulfvarson låtit AB Casco testa som fungicider, bland annat bensimidazoler, var effektiva mot enstaka viktiga svampsjukdomar och kom till användning senare när metodik för anpassad betning tagits fram, och betningsmedel innehållande kvicksilver helt kunde förbjudas år 1988.
Inom korrosion och ytskydd klarlade Ulfvarson och medarbetare bland annat en tidigare okänd mekanism för korrosionsskydd hos rostskyddsfärger samt att närhet till Atlantkusten var viktigare än vägsaltning för korrosionsklimatet.
Ulfvarsons forskning om kemiska hälsorisker har främst avsett luftföroreningar på arbetsplatser, provtagning, kvantifiering, metodstandardisering, statistisk behandling och gränsvärdessättning. Han undersökte samband mellan hälsoeffekter och exponering för en rad kemiska riskfaktorer i arbetsmiljöer, bland annat organiska lösningsmedel, svetsrök och motoravgaser.
Som ämnesföreträdare i forskarutbildningsämnet Industriell ergonomi handledde Ulfvarson sammanlagt 25 doktorander till disputation i arbetsmiljörelaterade ämnen vid KTH och Karolinska Institutet.
Ulfvarsons vetenskapliga publicering har (2020) enligt Google Scholar närmare 1500 citeringar och ett h-index på 23.

### Facklitteratur, urval
- Ulfvarson, Ulf: Organic mercuries. Fungicides - an advanced treatise. Vol. II, 303-329, Ed. D.C. Torgeson. Academic Press, New York, London.
- Ulfvarson, Ulf: Din arbetsmiljö är farlig! Kemiska riskfaktorer i arbetsmiljön. Natur och Kultur. Stockholm 1975, 165 sidor. ISBN 91-27-00076-1
- Ulfvarson, Ulf: Mätstrategi för luftföroreningar. Kapitel i Kemiska hälsorisker och strålning, sid 421-430. Blockansvarig Ulfvarson, Ulf. Människan i arbete. Redaktörer Lundgren, Nils, Luthman, Gösta och Elgstrand, Kaj. Almqvist & Wiksell, Norstedts Förlag AB, Stockholm 1987, 827 sidor. ISBN 91-20-06680-5
- Ulf Ulfvarson, Monica Dahlqvist; Chapter 27: Pulmonary function in workers exposed to diesel exhaust. pp 645-671. Encyclopedia of Environmental Control Technology, Ed. P N. Cheremisinoff, Gulf Publishing Company, Houston, Texas 1995. 804 pages.
- Ulf Ulfvarson: Exposure limit values and sampling strategies. D Brune, G Gerhardsson, GW Crockford, (Eds.) The Workplace, Vol 1 Fundamentals of Health, Safety and Welfare, Vol 2 Major Industries and Occupations, Scandinavian Scientific Publisher, Oslo, 367-380. ISBN 82-91833-00-1
- S.-O. Cedergren, B Jernhall, Ulf Ulfvarson Företagarhandboken Arbetsmiljö. Thomson Fakta 2003. ISBN 91-7610-234-3
- Ulf Ulfvarson: Chemical and physical Health Risks in G. Grimvall, Å. Holmgren, P. Jacobsson T. Thedéen (Eds.) Risks in Technological Systems. Springer Verlag London Limited 2010. ISBN 978-1-84882-640-3

### Skönlitteratur
- Omkring Maria: roman. Stockholm: Bonnier. 1957. Libris 2820181
- Mommas Guld, roman, e-bokförlaget Serum 2007 (ISBN 9789189424883);
- Ökenguld, roman, Solberga 2014 (ISBN 9789176093337);
- I själva verket, roman, Solberga 2016 (ISBN 9789176097496);
- Öva allvar, roman, Solberga 2017 (ISBN 9789177393139)